# Eusideroxylon
Genre
Classification phylogénétique
Eusideroxylon est un genre de plantes à fleurs de la famille des Lauraceae. Il ne comprend qu'une seule espèce : Eusideroxylon zwageri, ou Bois de fer de Bornéo ou Belian, qui est un arbre géant trouvé en Asie.

## Description
C'est un arbre de grande taille des forêts tropicales de basse altitude, atteignant 50 mètres de haut et 220 centimètres de diamètre de tronc. Un arbre représente 90 à 110 m3 de bois.

## Utilisation
Largement exploité pour son bois, le belian est menacé de disparition du fait de la surexploitation et de la déforestation.

## Répartition
Java, Sumatra, Bornéo, Philippines.

## Préservation
- Interdiction à l'exportation en Indonésie et restriction au Sarawak.